# Leoš Friedl
Leoš Friedl (Jindřichův Hradec, 1º gennaio 1977) è un allenatore di tennis ed ex tennista ceco.

## Carriera
Tra i professionisti è riuscito a vincere sedici titoli nel doppio maschile, di cui ben tredici in coppia con František Čermák.
Nei tornei dello Slam spicca la vittoria del Torneo di Wimbledon 2001 nel doppio misto in coppia con Daniela Hantuchová.
In Coppa Davis ha giocato un solo match, poi perso, con la squadra ceca.

## Statistiche

### Doppio

#### Vittorie (16)
| Legenda                   |
| Grande Slam (0)           |
| ATP World Tour Finals (0) |
| ATP Masters 1000 (0)      |
| ATP World Tour 500 (4)    |
| ATP World Tour 250 (12)   |

| Numero | Data             | Torneo                               | Superficie  | Compagno         | Avversari in finale                      | Punteggio        |
| 1.     | 24 luglio 2000   | San Marino CEPU Open, San Marino     | Terra rossa | Tomáš Cibulec    | Albert Portas Fernando Vicente           | 6–4, 6–4         |
| 2.     | 28 luglio 2002   | Orange Prokom Open, Sopot            | Terra rossa | František Čermák | Jeff Coetzee Nathan Healey               | 7–5, 7–5         |
| 3.     | 13 aprile 2003   | Grand Prix Hassan II, Casablanca     | Terra rossa | František Čermák | Devin Bowen Ashley Fisher                | 6–3, 7–5         |
| 4.     | 25 luglio 2004   | Generali Open, Kitzbühel             | Terra rossa | František Čermák | Lucas Arnold Ker Martín García           | 6–3, 7–5         |
| 5.     | 15 agosto 2004   | Orange Prokom Open, Sopot (2)        | Terra rossa | František Čermák | Martín García Sebastián Prieto           | 2–6, 6–2, 6–3    |
| 6.     | 13 febbraio 2005 | ATP Buenos Aires, Buenos Aires       | Terra rossa | František Čermák | José Acasuso Sebastián Prieto            | 6–2, 7–5         |
| 7.     | 20 febbraio 2005 | Brasil Open, Costa Do Sauipe         | Terra rossa | František Čermák | José Acasuso Ignacio Gonzalez King       | 6–4, 6–4         |
| 8.     | 10 aprile 2005   | Grand Prix Hassan II, Casablanca (2) | Terra rossa | František Čermák | Martín García Luis Horna                 | 6–4, 6–3         |
| 9.     | 1º maggio 2005   | Estoril Open, Estoril                | Terra rossa | František Čermák | Juan Ignacio Chela Tommy Robredo         | 6–3, 6–4         |
| 10.    | 10 luglio 2005   | Allianz Suisse Open Gstaad, Gstaad   | Terra rossa | František Čermák | Michael Kohlmann Rainer Schüttler        | 7–6(6), 7–6(11)  |
| 11.    | 25 luglio 2005   | Generali Open, Kitzbühel (2)         | Terra rossa | Andrei Pavel     | Christophe Rochus Olivier Rochus         | 6–2, 6(5)–7, 6–0 |
| 12.    | 19 febbraio 2006 | ATP Buenos Aires, Buenos Aires (2)   | Terra rossa | František Čermák | Vasilīs Mazarakīs Boris Pašanski         | 6–1, 6–2         |
| 13.    | 5 marzo 2006     | Abierto Mexicano Telcel, Acapulco    | Terra rossa | František Čermák | Potito Starace Filippo Volandri          | 7–5, 6–2         |
| 14.    | 6 agosto 2006    | Orange Prokom Open, Sopot (3)        | Terra rossa | František Čermák | Martín García Sebastián Prieto           | 6–3, 7–5         |
| 15.    | 22 luglio 2007   | Mercedes Cup, Stoccarda              | Terra rossa | František Čermák | Guillermo García López Fernando Verdasco | 6–4, 6–4         |
| 16.    | 1º agosto 2010   | Croatia Open Umag, Umago             | Terra rossa | Filip Polášek    | František Čermák Michal Mertiňák         | 6–3, 7–6(7)      |